# Elezioni parlamentari in Croazia del 1990
Le elezioni parlamentari in Croazia del 1990 si tennero il 22 e 23 aprile (primo turno) e il 6 e 7 maggio (secondo turno); furono le prime consultazioni multipartitiche.

## Contesto

### Sistema elettorale
Le elezioni riguardarono il rinnovo delle tre camere di cui si componeva il Parlamento croato:
- il Consiglio sociopolitico (Društveno političko vijeće - DPV), con 80 seggi;
- il Consiglio delle municipalità (Vijeće općina - VO), con 115 seggi;
- il Consiglio del lavoro associato (Vijeće udruženog rada - VUR), con 156 seggi;

Era contemplato un sistema elettorale di tipo maggioritario, con collegi uninominali e turno di ballottaggio: era eletto al primo turno il candidato che avesse raggiunto la maggioranza assoluta dei voti o che, avendo ottenuto il maggior numero di voti, avesse ricevuto un numero di voti pari ad almeno un terzo degli aventi diritto; accedevano al secondo turno i candidati che avessero ottenuto almeno il 7% dei voti.

### Esito
L'esito elettorale fu netto:
- l'Unione Democratica Croata (alleato con la componente del Partito Contadino Croato guidata da Ivan Zvonimir Čičak) ottenne la maggioranza assoluta in ciascuna delle tre camere ed espresse Stjepan Mesić alla carica di Primo ministro;
- la Lega dei Comunisti di Croazia/Partito dei Cambiamenti Democratici si affermò come il maggior partito di opposizione;
- la Coalizione dell'Accordo Popolare, comprendente Partito Social-Liberale Croato, Partito Democratico Croato, Partito Democratico Cristiano Croato, Partito Socialdemocratico di Croazia e la componente del  Partito Contadino Croato guidata da Nikola Novakovic, conquistò complessivamente il 15% dei voti al Consiglio sociopolitico ma conseguì solo 3 deputati.

## Risultati

### Consiglio sociopolitico
| Liste                                                                         | Primo turno | Primo turno | Primo turno | Secondo turno | Secondo turno | Secondo turno | Seggi totale |
| Liste                                                                         | Voti        | %           | Seggi       | Voti          | %             | Seggi         | Seggi totale |
| ----------------------------------------------------------------------------- | ----------- | ----------- | ----------- | ------------- | ------------- | ------------- | ------------ |
| Unione Democratica Croata (HDZ)                                               | 1.200.691   | 41,76       | 25          | 708.007       | 42,18         | 29            | 54           |
| Lega dei Comunisti di Croazia - Partito dei Cambiamenti Democratici (SKH-SDP) | 678.086     | 23,59       | 2           | 461.979       | 27,52         | 10            | 12           |
| Coalizione dell'Accordo Popolare (KNS) (HSLS-HDS-HKDS-SDSH)                   | 316.023     | 10,99       | -           | 166.046       | 9,89          | 3             | 3            |
| Partito Socialista di Croazia (SS-SSH)                                        | 186.726     | 6,49        | -           | 57.418        | 3,42          | 2             | 2            |
| SHK-SDP - SS-SSH                                                              | 129.248     | 4,50        | -           | 107.948       | 6,43          | 4             | 4            |
| Partito Democratico Croato (HDS)                                              | 113.544     | 3,95        | -           | 70.823        | 4,22          | -             | -            |
| Partito Democratico Serbo (SDS)                                               | 46.418      | 1,61        | 1           | 34.682        | 2,07          | -             | 1            |
| Indipendenti                                                                  | 118.167     | 4,11        | 1           | 13.197        | 0,79          | -             | 1            |
| Altri                                                                         | 86.158      | 3,00        | -           | 58.312        | 3,47          | 3             | 3            |
| Totale                                                                        | 2.875.061   |             | 29          | 1.678.412     |               | 51            | 80           |

- Gli ulteriori 3 seggi furono così attribuiti: 1 a SHK-SDP - SS-SSH - SSOH, 1 a ZAS - SHK-SDP, 1 a HDZ-HSS.

### Consiglio delle municipalità
| Liste                                                                         | Primo turno | Primo turno | Primo turno | Secondo turno | Secondo turno | Secondo turno | Seggi totale |
| Liste                                                                         | Voti        | %           | Seggi       | Voti          | %             | Seggi         | Seggi totale |
| ----------------------------------------------------------------------------- | ----------- | ----------- | ----------- | ------------- | ------------- | ------------- | ------------ |
| Unione Democratica Croata (HDZ)                                               | 1.507.521   | 43,91       | 41          | 659.740       | 41,50         | 27            | 68           |
| Lega dei Comunisti di Croazia - Partito dei Cambiamenti Democratici (SKH-SDP) | 868.147     | 25,28       | 6           | 529.137       | 33,28         | 17            | 23           |
| Coalizione dell'Accordo Popolare (KNS) (HSLS-HDS-HKDS-SDSH)                   | 321.623     | 9,37        | -           | 130.190       | 8,19          | 2             | 2            |
| Partito Socialista di Croazia (SS-SSH)                                        | 198.406     | 5,78        | -           | 45.073        | 2,83          | 1             | 1            |
| Partito Democratico Croato (HDS)                                              | 131.218     | 3,82        | 2           | 47.340        | 2,98          | 1             | 3            |
| SKH-SDP - SS-SSH                                                              | 98.449      | 2,87        | 3           | 80.066        | 5,04          | 6             | 9            |
| Partito Democratico Serbo (SDS)                                               | 30.747      | 0,90        | 1           | 8.644         | 0,54          | 2             | 3            |
| Indipendenti                                                                  | 116.332     | 3,39        | -           | 19.730        | 1,24          | -             | -            |
| Altri                                                                         | 161.105     | 4,69        | 2           | 69.974        | 4,40          | 4             | 6            |
| Totale                                                                        | 3.433.548   |             | 55          | 1.589.894     |               | 60            | 115          |

- Gli ulteriori 6 seggi furono così attribuiti: 2 a SHK-SDP - SS-SSH - SSOH - SUBNOR, 1 a SHK-SDP - SS-SSH - SSOH, 2 a HDZ-HSLS, 1 a HDZ-HSS.

### Consiglio del lavoro associato
| Liste                                                                         | Primo turno | Primo turno | Primo turno | Secondo turno | Secondo turno | Secondo turno | Seggi totale |
| Liste                                                                         | Voti        | %           | Seggi       | Voti          | %             | Seggi         | Seggi totale |
| ----------------------------------------------------------------------------- | ----------- | ----------- | ----------- | ------------- | ------------- | ------------- | ------------ |
| Unione Democratica Croata (HDZ)                                               | 475.820     | 32,69       | 41          | 239.969       | 28,32         | 42            | 83           |
| Lega dei Comunisti di Croazia - Partito dei Cambiamenti Democratici (SKP-SDP) | 364.718     | 25,06       | 6           | 267.380       | 31,56         | 32            | 38           |
| Coalizione dell'Accordo Popolare (KNS) (HSLS-HDS-HKDS-SDSH)                   | 151.253     | 10,39       | 1           | 92.765        | 10,95         | 5             | 6            |
| Partito Socialista di Croazia (SS-SSH)                                        | 78.131      | 5,37        | -           | 43.664        | 5,15          | 1             | 1            |
| Partito Democratico Croato (HDS)                                              | 56.856      | 3,91        | 1           | 41.316        | 4,88          | 6             | 7            |
| SKP-SDP - SS-SSH                                                              | 18.674      | 1,28        | -           | 19.447        | 2,30          | 4             | 4            |
| Partito Democratico Serbo (SDS)                                               | 5.286       | 0,36        | 1           | -             | -             | -             | 1            |
| Indipendenti                                                                  | 287.477     | 19,75       | 3           | 112.317       | 13,26         | 9             | 12           |
| Altri                                                                         | 17.150      | 1,18        | -           | 30.430        | 3,59          | 4             | 4            |
| Totale                                                                        | 1.455.365   |             | 53          | 847.288       |               | 103           | 156          |

- Gli ulteriori 4 seggi furono così attribuiti: 1 a SHK-SDP - SS-SSH - SSOH, 1 a SSOH, 1 a HSS, 1 all'Associazione degli Imprenditori Indipendenti di Đurđevac (Udruženje Samostalnih Privrednika Đurđevac - USPD)

## Riepilogo dei seggi
| Liste                                                                         | Seggi |
| ----------------------------------------------------------------------------- | ----- |
| Unione Democratica Croata (HDZ)                                               | 205   |
| Lega dei Comunisti di Croazia - Partito dei Cambiamenti Democratici (SKH-SDP) | 73    |
| SHK-SDP - SS-SSH                                                              | 17    |
| Coalizione dell'Accordo Popolare (KNS) (HSLS-HKDS-HDS-SDSH)                   | 11    |
| Partito Democratico Croato (HDS)                                              | 10    |
| Partito Democratico Serbo (SDS)                                               | 5     |
| Partito Socialista di Croazia (SS-SSH)                                        | 4     |
| SHK-SDP - SS-SSH - SSOH                                                       | 3     |
| SHK-SDP - SS-SSH - SSOH - SUBNOR                                              | 2     |
| HDZ-HSS                                                                       | 2     |
| HDZ-HSLS                                                                      | 2     |
| Lega della Gioventù Comunista di Jugoslavia (SSOH)                            | 1     |
| ZAS - SHK-SDP                                                                 | 1     |
| Partito Contadino Croato (HSS)                                                | 1     |
| Associazione degli Imprenditori Indipendenti di Đurđevac (USPD)               | 1     |
| Indipendenti                                                                  | 13    |
| Totale                                                                        | 351   |